# Ґомборі (Сагареджойський муніципалітет)
Ґомборі (груз. ლეზგარა) — село в Грузії.
За даними перепису населення 2014 року в селі проживає 681 особа.